# Vejdi Rachidov
Vejdi Letif Rachidov (Веждѝ Летиф Рашѝдов, en bulgare), né le 14 décembre 1951 à Dimitrovgrad, est un artiste et homme politique bulgare, membre des Citoyens pour le développement européen de la Bulgarie (GERB). Il est ministre de la Culture de la Bulgarie entre le 7 novembre 2014 et le 27 janvier 2017.

## Biographie

### Formation et vie professionnelle
Après avoir étudié la sculpture en 1978, à l'académie des arts de Sofia, il effectue des expositions partout en Europe et dans le monde, gagnant de nombreux prix.

### Engagement politique
En 2009, il est élu député à l'Assemblée nationale bulgare, puis nommé, le 27 juillet, ministre de la Culture. Il est remplacé, le 12 mars 2013, par Vladimir Penev.
Le 7 novembre 2014, il est rappelé pour exercer ces fonctions dans le gouvernement de coalition formé par le conservateur Boïko Borissov.